# Le Vernet (Ariège)
Vernet – miejscowość i gmina we Francji, w regionie Oksytania, w departamencie Ariège.
Według danych na rok 1990 gminę zamieszkiwało 508 osób, a gęstość zaludnienia wynosiła 91 osób/km² (wśród 3020 gmin regionu Midi-Pyrénées Vernet plasuje się na 585. miejscu pod względem liczby ludności, natomiast pod względem powierzchni na miejscu 1443.).